# 拡散反射

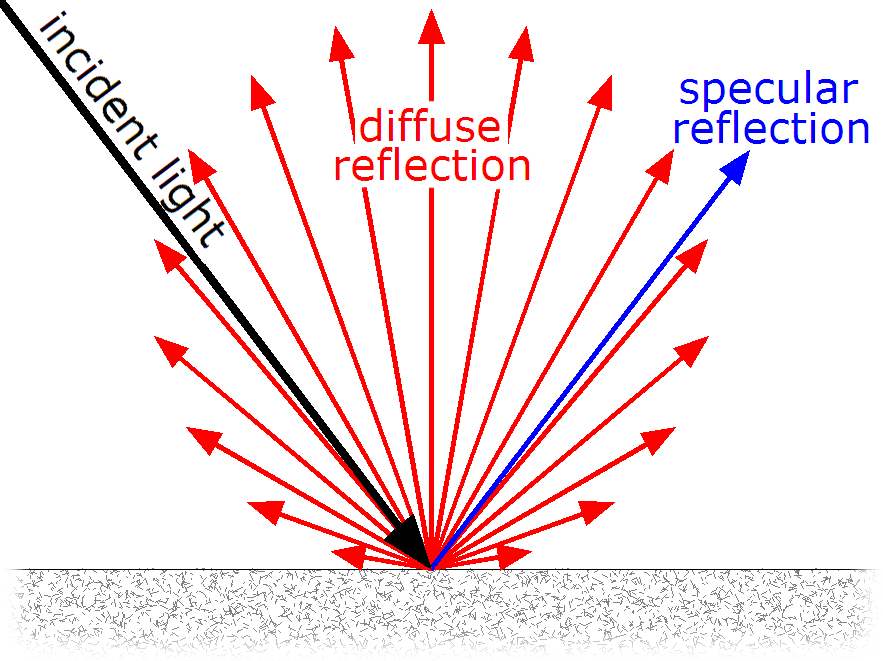
拡散反射（黒→赤）と鏡面反射（黒→青）

拡散反射（、英: diffuse reflection）は入射光が様々な方向へ放たれる反射である。乱反射（）とも。

## 概要
拡散反射は、非金属表面で起きる光の反射のうち、鏡面反射を除いた成分のことである。拡散反射は鏡面反射に比べて反射角に依存せず、多様な方向に同程度の光度を放つのが特徴である。

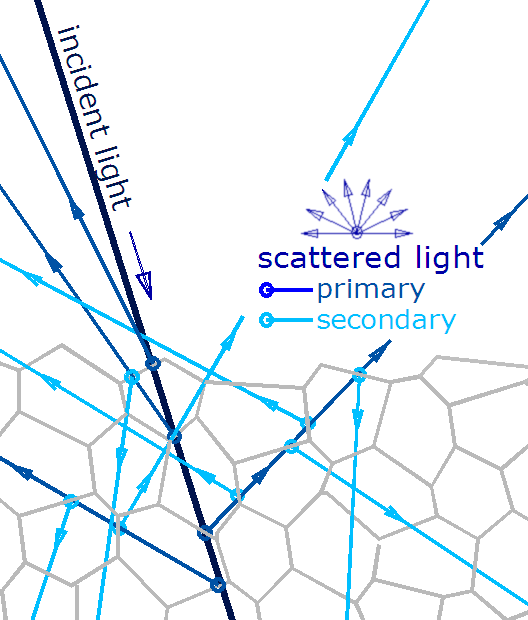
拡散反射の過程の一例

拡散反射の過程では、一例として、入射光が界面下に透過し、多重反射及び散乱を経て出射する。この過程で特定の波長の光が吸光され強度が弱まる場合もある。よって拡散反射スペクトルと透過スペクトルは類似したものになる。金属表面では自由電子が内部への光の侵入を妨げ拡散反射が起こらない。
光を多く透過する材料（例: ゼリー、ロウ）では入射光の一部が内部の深くまで透過・拡散・散乱し、出射地点が入射地点と離れる。これは反射でないため、表面下散乱と呼び拡散反射と区別される。
拡散反射と鏡面反射は偏光フィルターで分離できる。

## 理論
拡散反射スペクトルの強度再現には、クベルカとムンクによって導かれた。
{\displaystyle f(R_{\infty })\equiv {\frac {(1-R_{\infty })^{2}}{2R_{\infty }}}={\frac {K}{S}}}
ここで{\displaystyle f(R_{\infty })}はクベルカ-ムンク (Kubelka-Munk) 関数、{\displaystyle R_{\infty }}は光拡散距離に対して十分に厚いサンプルにおける絶対拡散反射率、{\displaystyle K}は吸収係数、{\displaystyle S}は散乱係数である。

## モデル
拡散反射は複雑な過程であり、その挙動も材質等により様々である。これらを説明するモデルとして以下が挙げられる：
- ランバート反射: 光束が半球状に一様に分布。拡散過程（内部構造）は一切モデル化せず。
- オーレン・ネイヤー反射: 拡散過程での表面の凹凸（マイクロファセット）をモデル化

## 拡散反射光
拡散反射光（）は拡散反射によって放たれた光である。

### 拡散反射光の特性

#### 表面色の反映

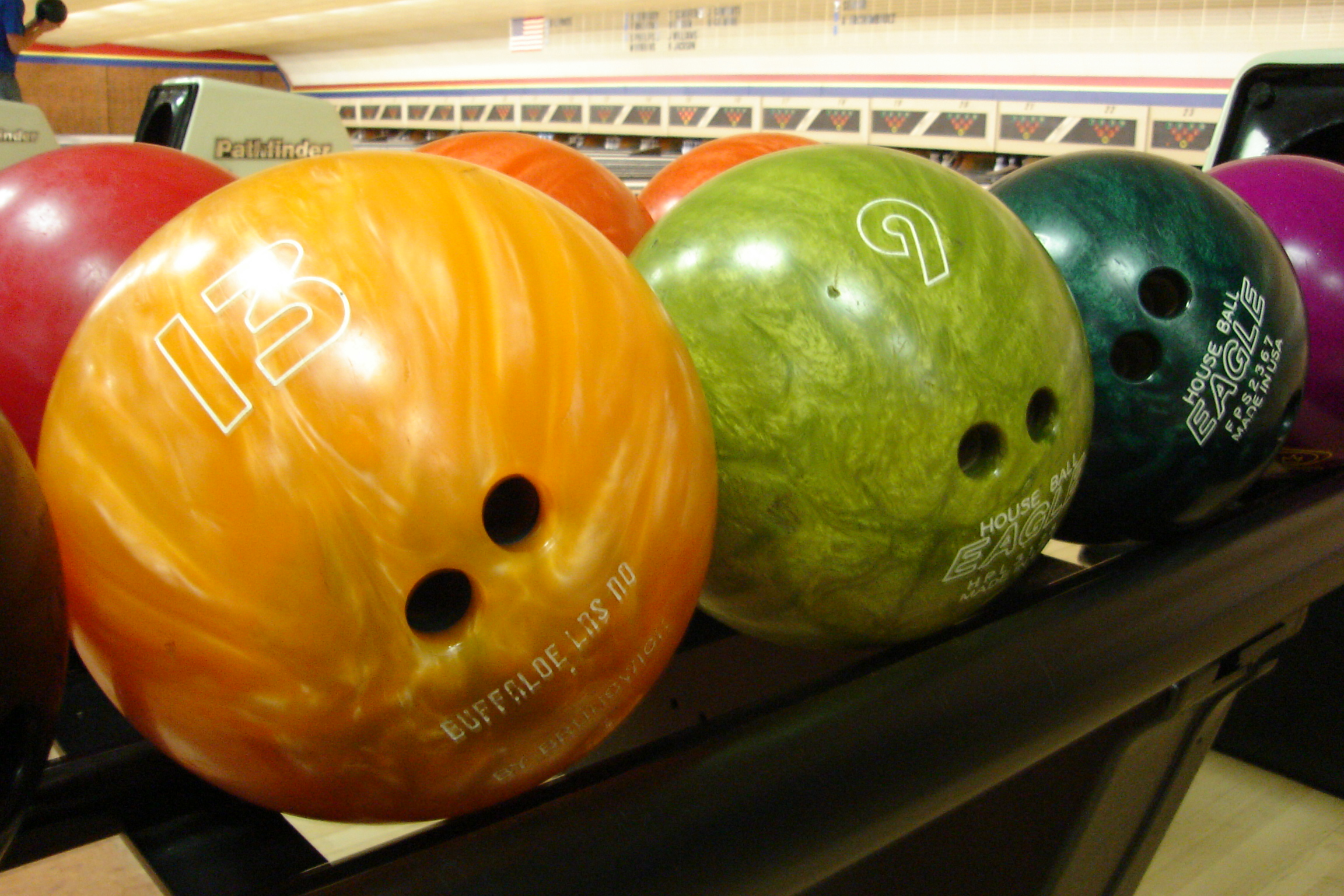
白色光源で照らされたボーリングのボール

拡散反射光の色は反射面の特性に依存して変化する。
例えば白色光源で色付きボウリングのボールを照らすと、拡散反射光（拡散反射成分）はボールの色になる（図参照）。

#### 非偏光
鏡面反射光は偏光をもたない。すなわち偏光が反射すると非偏光になる。

## その他
拡散相互反射（かくさんそうごはんしゃ；diffuse interreflection）は、他の物体から反射した光が周りにある他の物体にぶつかって、それらを照らすことによって起きる。拡散相互反射は、つやがあるとか鏡のような物体からの光の反射を、特に述べているわけではない。この意味する事を現実世界の言葉で言い直すと、地面や壁、織物などのようなつやがない表面を反射した光は、光源が照らしている場所から直接反射したのではないということである。もし、拡散反射している表面に色がついていたならば、反射光も色がつくし、結果として周りの物体も似た色がつくことになる。
3次元コンピュータグラフィックスでは、拡散相互反射はグローバル・イルミネーションの重要な構成物である。レンダリング時に拡散相互反射をモデル化する方法はたくさんある。よく使われる方法として、ラジオシティ法とフォトンマッピングの2つがある。